# Champniers-et-Reilhac
Champniers-et-Reilhac é uma comuna francesa na região administrativa da Nova Aquitânia, no departamento Dordonha. Estende-se por uma área de 20,15 km². Em 2010 a comuna tinha 456 habitantes (densidade: 22,6 hab./km²).